# Distenia chaparensis
Distenia chaparensis es una especie de escarabajo longicornio del género Distenia, categorizada en la tribu Disteniini, de la orden Coleoptera. Fue descrita por Tippmann en 1953.

## Descripción
Mide 12,5-16 mm de longitud.

## Distribución
Se distribuye por Bolivia y Brasil.